# Bur Salahnama
Bur Salahnama är ett berg i Indonesien.   Det ligger i provinsen Aceh, i den västra delen av landet, 1 600 km nordväst om huvudstaden Jakarta. Toppen på Bur Salahnama är 1 924 meter över havet, eller 189 meter över den omgivande terrängen. Bredden vid basen är 3,0 km.
Terrängen runt Bur Salahnama är huvudsakligen kuperad.Runt Bur Salahnama är det ganska tätbefolkat, med 86 invånare per kvadratkilometer. I omgivningarna runt Bur Salahnama växer i huvudsak städsegrön lövskog.